# 海蝕洞
海蝕洞是受海水的侵蝕作用所形成的一個洞穴。在岩岸地區，波浪拍擊岸邊的強勁壓力，每平方公尺可以高達數萬公斤重，再加上水中夾帶的沙礫，其侵蝕作用是相當驚人的。海流與波浪一樣挖蝕著海岸邊的坡腳，使坡上岩石崩落，形成海蝕洞。世界最大的海蝕洞是位於新西蘭南島奧塔哥海岸的馬泰納卡洞穴（Matainaka Cave）。

深澳岬角象鼻岩（已崩毀）
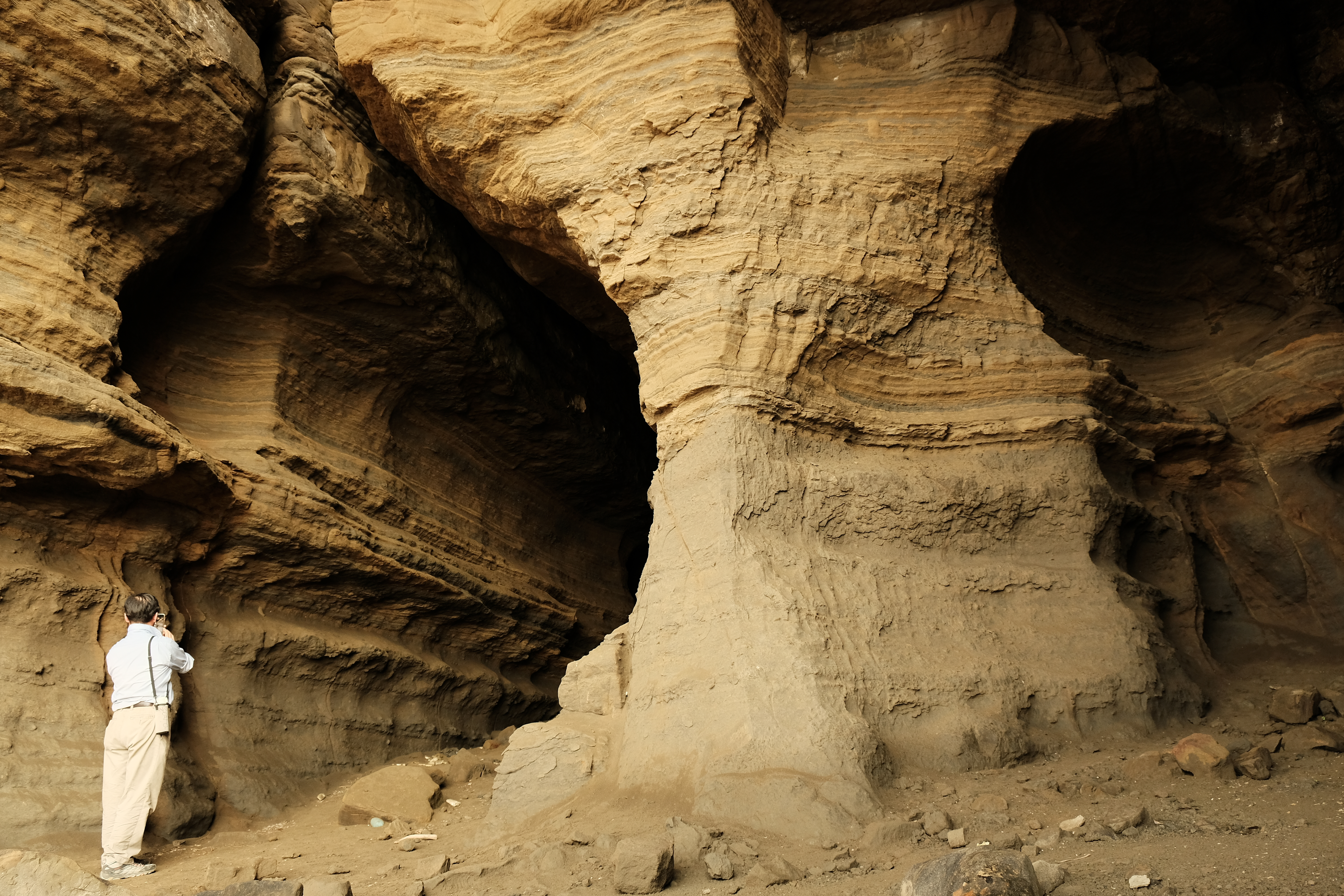
瑞芳區鼻頭角海蝕洞
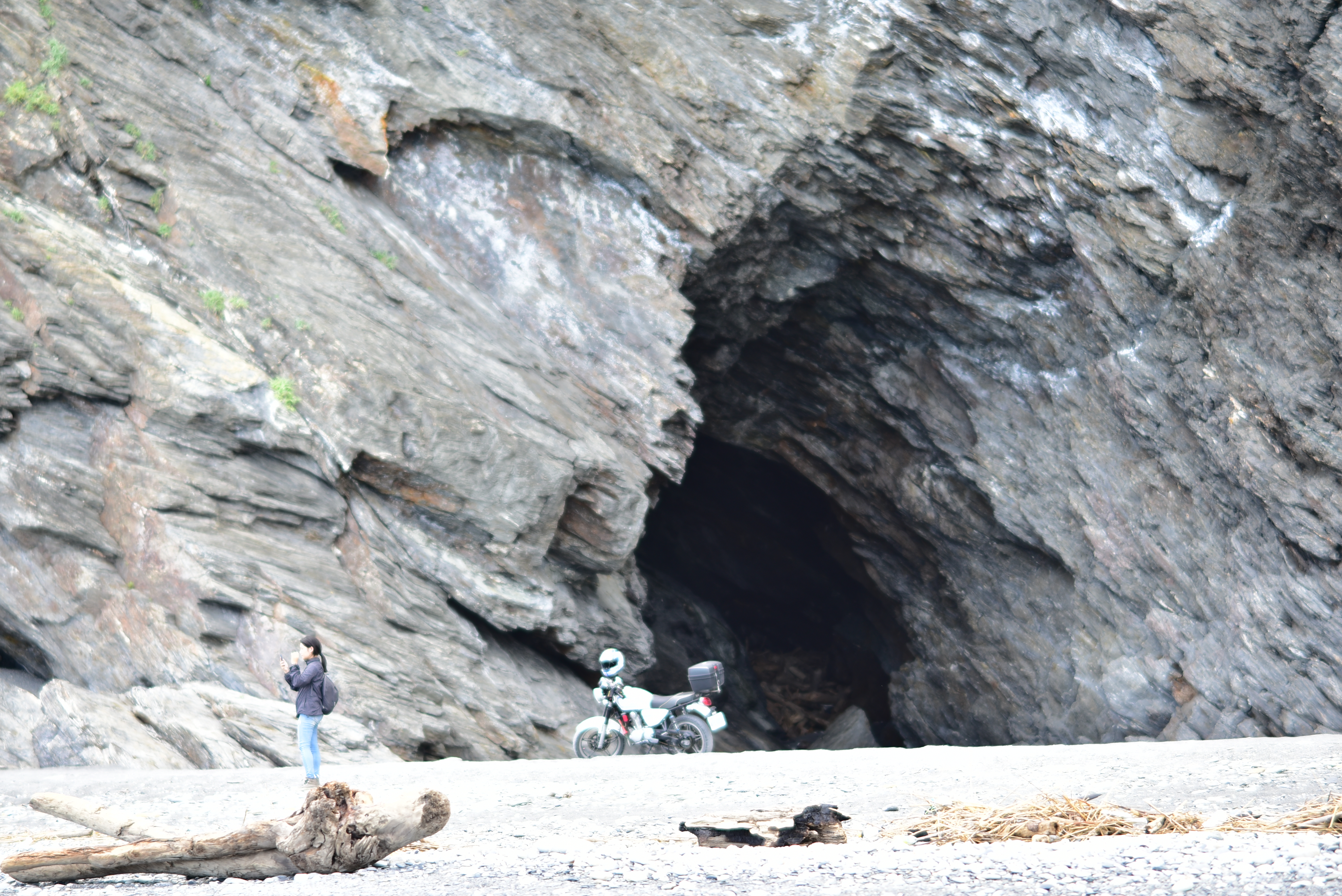
宜蘭觀音海岸海蝕洞

## 伸延閱讀
- 海蝕洞 SEA CAVES （页面存档备份，存于）
- 海蝕洞